# Goldberg (Passee)
Goldberg ist ein Ortsteil der Gemeinde Passee im Landkreis Nordwestmecklenburg in Mecklenburg-Vorpommern. Der Ort liegt südöstlich des Hauptortes Passee an der Einmündung der Landesstraße L 104 in die L 10. Unweit östlich verläuft die Kreisgrenze zum Landkreis Rostock.
Am 1. Juli 1950 wurde Goldberg zusammen mit Alt Poorstorf – beide bisher eigenständige Gemeinden – nach Passee eingegliedert.

## Söhne und Töchter des Ortes
- Karl Ludwig Emil von Suckow (1787–1863), Oberst und Schriftsteller